# 豊前善光寺駅
豊前善光寺駅（ぶぜんぜんこうじえき）は、大分県宇佐市大字東高家にある、九州旅客鉄道（JR九州）日豊本線の駅である。

## 歴史
- 1897年（明治30年）9月25日：初代豊州鉄道の行橋駅 - 柳ケ浦駅間が開通し[2]、四日市駅として開業[3][注釈 2]。
- 1901年（明治34年）9月3日：豊州鉄道を初代九州鉄道が買収[5]。
- 1907年（明治40年）7月1日：九州鉄道が国有化、帝国鉄道庁が所管[6]。
- 1914年（大正3年）5月23日：日出生鉄道当駅 - 新豊川駅間開通[7]。
- 1919年（大正8年）
  - 4月24日：鉄道院より6月1日から「高家郷駅」（たけのごうえき）に改称すると告示される[8]。
  - 5月21日：鉄道院告示第25号で4月24日に出された四日市駅改称に関する告示が取り消される[9]。
  - 9月1日：豊前善光寺駅に改称[4]。
- 1924年（大正13年）2月1日：日出生鉄道四日市駅を豊前善光寺駅に改称[10]。
- 1929年（昭和4年）4月24日：日出生鉄道が豊州鉄道（2代）に社名変更[11]。
- 1935年（昭和10年）：2代目駅舎竣功[12]。
- 1945年（昭和20年）4月20日：豊州鉄道（2代）が大同合同により[7]大分交通豊州線所属。
- 1953年（昭和28年）10月1日：大分交通豊州線全線廃止[13]。
- 1978年（昭和53年）4月1日：貨物の取り扱いを廃止[14]。
- 1982年（昭和57年）
  - 9月17日：日豊本線の天津駅 - 当駅間の複線化が完成[15]。
  - 10月21日：日豊本線の当駅 - 柳ケ浦駅間の複線化が完成[15]。
- 1985年（昭和60年）3月14日：荷物扱い廃止[14]。
- 1987年（昭和62年）4月1日：国鉄分割民営化により九州旅客鉄道が継承[16]。
- 2006年（平成18年） 3月19日：3代目駅本屋完工[12]。
- 2012年（平成24年）12月1日：ICカードSUGOCAの利用を開始[17]。
- 2016年（平成28年）3月26日：無人駅化[18][19]。

## 駅構造
地上駅であり、単式ホーム2面2線となっている。
駅舎は鉄骨造り平屋建（約57 m2）の3代目で2006年（平成18年）の建築である。2代目駅舎は1935年（昭和10年）築で木造平屋建だったが改築に伴い解体された。
ICカードSUGOCAは乗降とチャージのみ対応。

### のりば
| のりば | 路線      | 方向 | 行先           |
| ------ | --------- | ---- | -------------- |
| 1      | ■日豊本線 | 上り | 中津・小倉方面 |
| 2      | ■日豊本線 | 下り | 別府・大分方面 |

## 利用状況
1965年（昭和40年）度には乗車人員が398,862人（定期外:97,092人、定期:301,770人）、降車人員が404,585人で、手荷物（発送:1,911個、到着:573個）や小荷物（発送:4,322個、到着:3,683個）も取り扱っていた。
2015年（平成27年）度の乗車人員は93,756人（定期外:20,801人、定期:72,955人）、降車人員は93,369人である。
※1日平均乗車人員の数値は各年度版「大分県統計年鑑」による年間乗車人員の値を各年度の日数で割った値。
| 年度               | 年間 乗車人員 | 定期外 乗車人員 | 定期 乗車人員 | 一日平均 乗車人員* | 年間 降車人員 | 出典              |
| ------------------ | ------------- | --------------- | ------------- | ------------------ | ------------- | ----------------- |
| 1965年（昭和40年） | 398,862       | 97,092          | 301,770       | -                  | 404,585       | [ 21 ]            |
| -                  | -             | -               | -             | -                  | -             | -                 |
| 1990年（平成2年）  | 136,051       | 54,663          | 81,388        | -                  | 132,351       | [ 23 ]            |
| 1991年（平成3年）  | 140,851       | 56,257          | 84,594        | -                  | 138,902       | [ 24 ]            |
| 1992年（平成4年）  | 141,186       | 54,173          | 87,013        | -                  | 140,676       | [ 25 ]            |
| 1993年（平成5年）  | 129,924       | 51,114          | 78,810        | -                  | 128,989       | [ 26 ]            |
| 1994年（平成6年）  | 127,284       | 50,472          | 76,812        | -                  | 126,185       | [ 27 ]            |
| 1995年（平成7年）  | 116,042       | 45,022          | 71,020        | -                  | 115,551       | [ 28 ]            |
| 1996年（平成8年）  | 105,591       | 40,397          | 65,194        | -                  | 107,940       | [ 29 ]            |
| 1997年（平成9年）  | 98,666        | 37,999          | 60,667        | -                  | 100,077       | [ 30 ]            |
| 1998年（平成10年） | 99,003        | 35,728          | 63,275        | -                  | 99,818        | [ 31 ]            |
| 1999年（平成11年） | 89,891        | 32,755          | 57,136        | -                  | 91,013        | [ 32 ]            |
| 2000年（平成12年） | 87,006        | 31,068          | 55,938        | 238                | 88,282        | [ 33 ]            |
| 2001年（平成13年） | 75,465        | 29,406          | 46,059        | 207                | 75,096        | [ 34 ]            |
| 2002年（平成14年） | 73,956        | 27,910          | 46,046        | 203                | 74,170        | [ 35 ]            |
| 2003年（平成15年） | 68,907        | 26,045          | 42,862        | 189                | 70,507        | [ 36 ]            |
| 2004年（平成16年） | 68,895        | 25,792          | 43,103        | 189                | 70,184        | [ 37 ]            |
| 2005年（平成17年） | 71,525        | 24,002          | 47,523        | 196                | 73,388        | [ 38 ]            |
| 2006年（平成18年） | 77,642        | 23,342          | 54,300        | 213                | 78,428        | [ 39 ]            |
| 2007年（平成19年） | 79,720        | 22,808          | 56,912        | 218                | 79,861        | [ 40 ]            |
| 2008年（平成20年） | 79,214        | 22,914          | 56,300        | 217                | 79,928        | [ 41 ]            |
| 2009年（平成21年） | 87,045        | 22,274          | 64,771        | 238                | 85,920        | [ 42 ] [ 注釈 3 ] |
| 2010年（平成22年） | 92,023        | 23,287          | 68,736        | 252                | 91,795        | [ 44 ] [ 注釈 3 ] |
| 2011年（平成23年） | 91,914        | 22,799          | 69,115        | 251                | 90,979        | [ 45 ] [ 注釈 3 ] |
| 2012年（平成24年） | 89,220        | 23,805          | 65,415        | 244                | 87,893        | [ 46 ] [ 注釈 3 ] |
| 2013年（平成25年） | 97,250        | 22,378          | 74,872        | 266                | 96,996        | [ 47 ] [ 注釈 3 ] |
| 2014年（平成26年） | 91,054        | 21,487          | 69,567        | 249                | 90,081        | [ 48 ] [ 注釈 3 ] |
| 2015年（平成27年） | 93,756        | 20,801          | 72,955        | 256                | 93,369        | [ 22 ] [ 注釈 3 ] |

- 一日平均乗車人員は年間乗車人員の値を各年度の日数で割った値。

## 駅周辺
- 乙女郵便局
- 豊前善光寺 - 駅名もこの寺に由来する。芝原善光寺ともいい、日本三大善光寺のひとつと称している。
- 大分県道529号豊前善光寺停車場線 - 大分県道23号中津高田線は駅北側、大分県道629号和気佐野線は駅南側を通るがともに駅からはやや離れている。

### バス路線
- 大交北部バス「善光寺駅前」停留所
  - 国宝善光寺 - 糸口 - 四日市
  - 乙女 - 四日市

## 隣の駅
九州旅客鉄道（JR九州）
■日豊本線
■快速（上りのみ運転）・■普通
天津駅 - 豊前善光寺駅 - 柳ケ浦駅